# Shining
Shining er den tredje demo af det finske metalband Children of Bodom. Den blev udgivet i 1996, mens bandet endnu gik under navnet Inearthed. 

## Spor
1. "Talking of the Trees (Sanctuary)" – 05:19
2. "Vision of Eternal Sorrow" – 05:02
3. "Homeland" – 04:42
4. "Homeland II: Shining (The 4th Kingdom)" – 03:00

### Om sangene
Talking of the Trees
(Tekst: Jontte Iivonen. Musik: Alexi Laiho)
Nogle riffs fra nummeret blev senere genbrugt på sangen "Mask of Sanity" (på Follow the Reaper). 
Den kvindelige vokal på nummeret blev sunget af Nina Keitel, som også havde sunget på sangen "Translucent Image" fra deres forrige demo. Sangen skulle have været med på bandets debutalbum Something Wild men bandet valgte dog i sidste ende at lade være.
Vision of Eternal Sorrow
(Tekst: Jontte Iivonen. Musik: Alexi Laiho)
Det centrale riff i sangen, som kan høres 29 sekunder inde, er det samme riff som bliver brugt i sangen "Cogito Ergo Sum" fra Impaled Nazarene's album Nihil.
Homeland
(Tekst: Samuli Miettinen. Musik: Alexi Laiho)
"Homeland" er den sidste sang Miettinen nåede at bidrage tekst til, før han flyttede til USA. Han var reelt set slet ikke længere i bandet, da Shining blev udgivet.
Homeland IIShining
(Tekst: Alexi Laiho. Musik: Jani Pirisjoki og Alexi Laiho)
Sangen inkorporerer det centrale riff fra "Towards Dead End" (fra Hatebreeder), men i en tidligere, akustisk version.